# 20965 Kutafin
20965 Kutafin este un asteroid din centura principală de asteroizi.

## Descriere
20965 Kutafin este un asteroid din centura principală de asteroizi. A fost descoperit pe 26 septembrie 1978 la Observatorul de Astrofizică din Crimeea de Liudmila Juravliova. Asteroidul prezintă o orbită caracterizată de o semiaxă mare de 2,93 ua, o excentricitate de 0,14 și o înclinație de 14,5° în raport cu ecliptica.